# Holzmaden
Holzmaden est une commune de Bade-Wurtemberg (Allemagne), située dans l'arrondissement d'Esslingen, dans la région de Stuttgart, dans le district de Stuttgart.

## Géographie
Holzmaden se trouve à environ 5 km à l'est/sud-est du centre-ville de Kirchheim unter Teck et à 19 km au sud-est du chef-lieu d'arrondissement, Esslingen am Neckar. Ce village des contreforts du Jura souabe est plus proche de la cuesta d'Albtrauf que de la vallée du Haut-Neckar (qui passe au nord-ouest). Il est arrosé par une rivière, le Seebach, qui se déverse dans le Trinkbach et indirectement dans la Lindach, affluent de la Lauter. Le village s'échelonne entre 337 m et 388 m, au flanc des collines séparant la vallée du Seebach et celle du Trinkbach. L'autoroute A 8 reliant la vallée du Neckar à la crête d'Albaufstieg (Aichelberg) passe au sud du village.

## Géologie

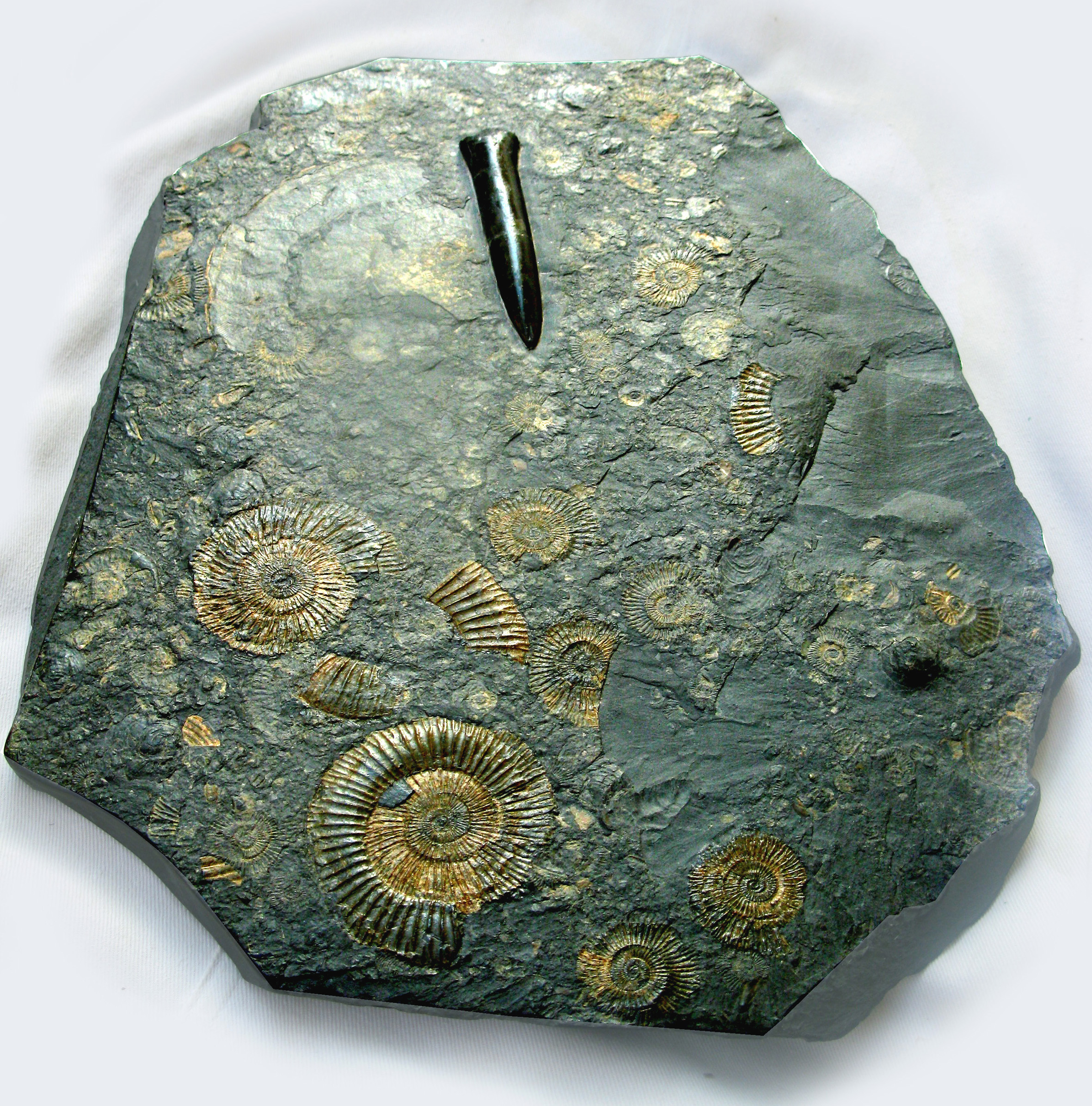
Ammonites Dactylioceras et Harpoceras, et bélemnite préservées dans les schistes à posidonies de Holzmaden.

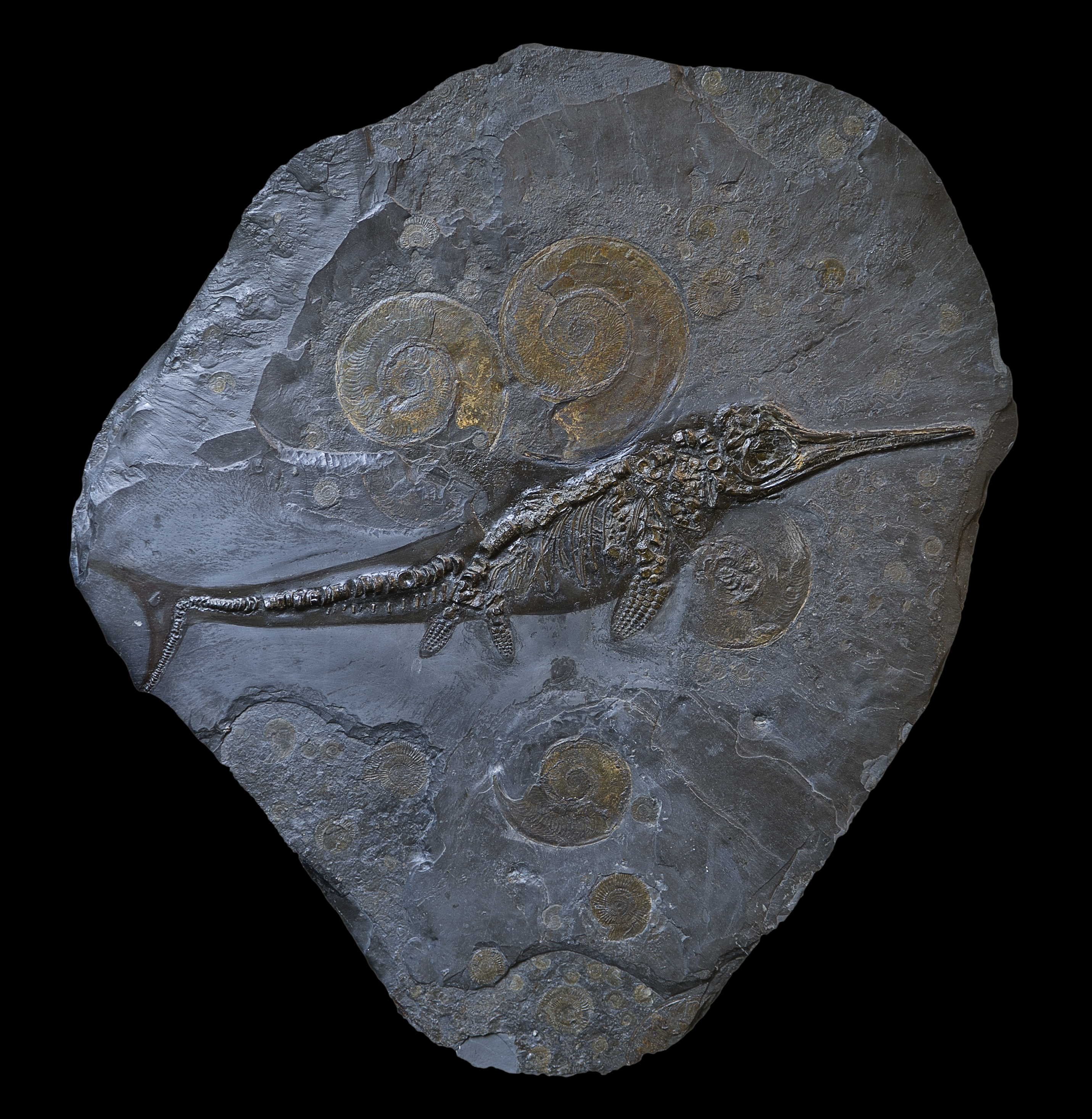
Ammonites Harpoceras et ichtyosaure des schistes à posidonies de Holzmaden.

À Holzmaden affleurent des schistes bitumineux très fossilifères du Jurassique Inférieur (Lias), plus précisément du Toarcien (il y a 180 millions d'années). On y trouve des ammonites pyritisées, comme à Thouars (France), mais surtout des ichtyosaures, plésiosaures... d'une parfaite conservation d'une grande finesse grâce à la nature des sédiments, fins et pauvres en oxygène. Ces fossiles sont visibles au musée Hauff, un des plus beaux musées paléontologiques d'Allemagne.